# 苕子
苕子（学名：Vicia dasycarpa）为豆科蚕豆属下的一个种。